# Cymru Alliance 1999–2000
Cymru Alliance 1999–2000 là mùa giải thứ mười của Cymru Alliance kể từ khi thành lập năm 1990. Đội vô địch là Oswestry Town.

## Bảng xếp hạng
| XH | Đội               | Tr | T  | H  | T  | BT | BB | HS  | Đ    | Lên hay xuống hạng                 |
| -- | ----------------- | -- | -- | -- | -- | -- | -- | --- | ---- | ---------------------------------- |
| 1  | Oswestry Town (C) | 32 | 21 | 4  | 7  | 64 | 43 | +21 | 67   | Lên chơi tạiLeague of Wales        |
| 2  | Glantraeth        | 32 | 18 | 7  | 7  | 82 | 39 | +43 | 61   |                                    |
| 3  | Cemaes Bay        | 32 | 17 | 8  | 7  | 74 | 44 | +30 | 59   |                                    |
| 4  | Welshpool Town    | 32 | 17 | 6  | 9  | 60 | 41 | +19 | 57   |                                    |
| 5  | CPD Porthmadog    | 32 | 17 | 5  | 10 | 64 | 40 | +24 | 56   |                                    |
| 6  | Flint Town United | 32 | 16 | 8  | 8  | 65 | 43 | +22 | 56   |                                    |
| 7  | Llandudno         | 32 | 16 | 5  | 11 | 70 | 57 | +13 | 53   |                                    |
| 8  | Rhydymwyn         | 32 | 15 | 5  | 12 | 55 | 54 | +1  | 50   |                                    |
| 9  | Llangefni Town    | 32 | 13 | 10 | 9  | 60 | 43 | +17 | 49   |                                    |
| 10 | Buckley Town      | 32 | 13 | 8  | 11 | 53 | 44 | +9  | 47   |                                    |
| 11 | Ruthin Town       | 32 | 13 | 7  | 12 | 55 | 45 | +10 | 46   |                                    |
| 12 | Holyhead Hotspur  | 32 | 9  | 6  | 17 | 52 | 70 | −18 | 33   |                                    |
| 13 | Lex XI            | 32 | 9  | 3  | 20 | 55 | 90 | −35 | 30   |                                    |
| 14 | Brymbo            | 32 | 7  | 8  | 17 | 32 | 51 | −19 | 29   |                                    |
| 15 | Denbigh Town      | 32 | 8  | 5  | 19 | 36 | 79 | −43 | 026* |                                    |
| 16 | Holywell Town     | 32 | 7  | 4  | 21 | 41 | 69 | −28 | 25   |                                    |
| 17 | Corwen Amateurs   | 32 | 5  | 3  | 24 | 25 | 91 | −66 | 18   | Xuống chơi tạiWNL Premier Division |

Nguồn: Cymru Alliance
Quy tắc xếp hạng: 1. Điểm; 2. Hiệu số bàn thắng; 3. Số bàn thắng.
*Denbigh Town bị trừ 3 điểm
(VĐ) = Vô địch; (XH) = Xuống hạng; (LH) = Lên hạng; (O) = Thắng trận Play-off; (A) = Lọt vào vòng sau. 
Chỉ được áp dụng khi mùa giải chưa kết thúc: 
(Q) = Lọt vào vòng đấu cụ thể của giải đấu đã nêu; (TQ) = Giành vé dự giải đấu, nhưng chưa tới vòng đấu đã nêu.